# Zofiówka (powiat płocki)
Zofiówka – wieś sołecka w Polsce położona w województwie mazowieckim, w powiecie płockim, w gminie Łąck.
W latach 1975–1998 miejscowość należała administracyjnie do województwa płockiego.
Przez wieś przebiega droga wojewódzka nr 577.